# Sarah Khan
Sarah Falak (Medina, 14 de julho de 1992), nascida Sarah Zafar Khan, popularmente conhecida como Sarah Khan, é uma atriz paquistanesa que aparece em séries de televisão em língua urdu. Ela fez sua estreia como atriz com um papel coadjuvante na série Badi Aapa, de 2012, seguido por outros breves papéis em várias séries. Sarah é mais conhecida por sua interpretação como Miraal no drama Sabaat.
Ela também desempenhou o papel de Farisa em Alvida (2015) e, mais tarde, apareceu como Saba no drama de mistério Mohabbat Aag Si (2015). Sarah interpretou ainda papéis principais no drama romântico Tumhare Hain, o Nazr-e-Bad baseado em magia negra (ambos em 2017), Belapur Ki Dayan (2018).

## Vida pregressa
Sarah Khan nasceu em 14 de julho de 1992, em Medina, na Arábia Saudita, filha de mãe libanesa e pai pashtun paquistanês, da tribo Yusufzais. Ela tem duas irmãs e um irmão, incluindo Noor Zafar Khan (também atriz), Aisha Khan e Hamza.

## Carreira
Sarah Khan fez sua estreia como atriz como coadjuvante em 2012, Badi Aapa foi ao ar na Hum TV, onde desempenhou o papel de filha dos personagens principais. No mesmo ano, ela apareceu na novela Mirat-ul-Uroos, transmitida pela Geo TV. Ela desempenhou o papel de Humna ao lado de Mehwish Hayat, Mikaal Zulfiqar, Ahsan Khan, Samina Ahmad e Ayesha Khan.
Sarah seguiu com papéis coadjuvantes em séries de televisão de muito sucesso. Sua descoberta veio com um personagem negativo de uma oportunista egoísta, em 2015, no drama romântico Alvida, com Sanam Jung e Imran Abbas Naqvi. O drama foi ao ar na Hum TV e ela também foi indicada a prêmios pelo papel. No mesmo ano, ela teve uma atuação maravilhosa no drama Mohabbat Aag Si e ganhou o prêmio de melhor ator coadjuvante. Ela desempenhou o papel de uma corajosa dona de casa coadjuvante de Azfar Rehman. Em 2014, ela apareceu na série de novelas Bhool com Sanam Chaudhry, Behroze Sabzwari e Fazila Qazi. Ela foi reconhecida como uma das 100 mulheres mais inspiradoras do mundo pela BBC, em 2014.
Em 2018, Sarah Khan interpretou a protagonista Tasha, em Belapur Ki Dayan. Ela foi vista como Dayan, junto com Adnan Siddiqui e Ammar Khan. Sarah recebeu elogios por interpretar Zohra, em Raqs e Bismil. Ela ganhou reconhecimento e elogios por interpretar uma mulher arrogante, Miraal, em Sabaat, ao lado de Usman Mukhtar. Por sua atuação, ela ganhou o Prêmio PISA de Melhor Atriz Popular de Televisão.
Sarah Khan interpretou a estudante de psicologia Maha Qutub ud-Din, no especial de Ramdan, Hum Tum, ao lado de Junaid Khan, em 2022. Ela então interpretou Anum, em Wabaal, ao lado de Talha Chahour.

## Vida pessoal
Sarah Khan se casou com o cantor e compositor Falak Shabir, em julho de 2020, algumas semanas após o noivado. Em 8 de outubro de 2021, ele anunciou o nascimento da filha do casal, Alyana Falak.

## Outros trabalhos e imagem na mídia
Sarah Khan também apareceu como convidada em vários programas. Em 2015, ela interpretou Saman, em Maana Ka Gharana. Ela apareceu em um episódio de Kitni Girhain Baaki Hain: Parte 2 (2017) e em um episódio de Ustani Jee (2018). Em 2018, ela apareceu como convidada na segunda temporada do talk show The After Moon Show. Sarah se tornou a décima pessoa mais pesquisada no Google no Paquistão, em 2020. Em 2022, Sarah foi colocada na lista de "Melhores Atrizes do Paquistão", por sua atuação em Hum Tum. Sarah Khan foi colocada na lista HOT100 da Hello Pakistan, na categoria "Trailblazers", no mesmo ano.

## Filmografia

### Televisão
| Ano          | Título            | Papel                    | Ref.   |
| ------------ | ----------------- | ------------------------ | ------ |
| 2012         | Badi Aapa         | Sharmeen                 |        |
| 2012         | Mirat-ul-Uroos    | Javeria                  |        |
| 2013         | Gohar-e-Nayab     | Sara                     |        |
| 2013         | Ek Kasak Reh Gayi | Chudana khan             |        |
| 2014         | Bhool             | Humaima                  |        |
| 2014         | Sultanat-e-Dil    | Anushey                  |        |
| 2015         | Alvida            | Farisa Hadi              |        |
| 2015         | Mohabbat Aag Si   | Saba                     |        |
| 2015         | Naraaz            | Feriha                   |        |
| 2015         | Mumkin            | Mayra                    |        |
| 2016         | Mein Kaise Kahoon | Saman                    |        |
| 2016         | Tum Meri Ho       | Aana                     |        |
| 2016         | Dekho Chaand Aaya | Chand                    |        |
| 2016         | Ahsas             | Hina                     |        |
| 2017         | Tumhare Hain      | Aania                    |        |
| 2017         | Mohabbat.pk       | Fariya                   |        |
| 2017         | Nazr-e-Bad        | Maham                    |        |
| 2017         | Yaar-e-Bewafa     | Amna                     |        |
| 2018         | Belapur Ki Dayan  | Natasha "Tasha"          |        |
| 2018         | Karamat e Ishq    | Sana                     |        |
| 2018         | Mere Bewafa       | Azra                     |        |
| 2018         | Band Khirkiyan    | Suboohi                  |        |
| 2019         | Mere Humdam       | Warda                    |        |
| 2019         | Deewar-e-Shab     | Gaiti Ara                |        |
| 2020         | Sabaat            | Miraal Fareed Haris      |        |
| 2020         | Raqs-e-Bismil     | Zohra                    |        |
| 2021         | Laapata           | Falak                    |        |
| 2022         | Hum Tum           | Maha Qutub ud Din Sultan | [ 25 ] |
| 2022–2023    | Wabaal            | Anum                     | [ 26 ] |
| 2023-present | Namak Haram       | Asma                     | [ 27 ] |

### Série na internet
| Ano  | Título                | Papel    | Notas                  | Ref.   |
| ---- | --------------------- | -------- | ---------------------- | ------ |
| 2024 | Abdullahpur Ka Devdas | Gul Bano | Série da web para ZEE5 | [ 28 ] |

### Outras aparições
| Ano  | Título                     | Papel     | Notas                       | Ref.   |
| ---- | -------------------------- | --------- | --------------------------- | ------ |
| 2015 | Maana Ka Gharana           | Saman     |                             |        |
| 2017 | Kitni Girhain Baaki Hain 2 | Khushed   | Episódio 10: "Ghairat Mand" | [ 29 ] |
| 2018 | Ustani Jee                 | Zainab    | Episódio 9                  | [ 30 ] |
| 2018 | O Show Depois da Lua 2     | Ela mesma | Episódio 4                  |        |

## Prêmios e indicações
| Ano                                       | Categoria                           | Papel            | Resultado   | Ref.        |
| Prêmios Hum                               | Prêmios Hum                         | Prêmios Hum      | Prêmios Hum | Prêmios Hum |
| ----------------------------------------- | ----------------------------------- | ---------------- | ----------- | ----------- |
| 2016                                      | Melhor atriz coadjuvante            | Alvida           | Indicada    | [ 31 ]      |
| 2016                                      | Melhor atriz coadjuvante            | Mohabbat Aag Si  | Vecedora    | [ 31 ]      |
| 2019                                      | Melhor atriz                        | Belapur Ki Dayan | Indicada    | [ 32 ]      |
| 2019                                      | Melhor Atriz Popular                | Belapur Ki Dayan | Indicada    | [ 32 ]      |
| 2022                                      | Melhor Atriz Popular                | Raqs-e-Bismil    | Indicada    | [ 33 ]      |
| 2022                                      | Melhor Casal em Cena - Júri Popular | Raqs-e-Bismil    | Indicada    | [ 33 ]      |
| Prêmio Internacional de Tela do Paquistão |                                     |                  |             |             |
| 2020                                      | Melhor Atriz de Televisão Popular   | Deewar-e-Shab    | Indicada    | [ 34 ]      |
| 2021                                      | Melhor Atriz de Televisão Popular   | Sabaat           | Vecedora    | [ 35 ]      |